# Trichogramma misiae
Trichogramma misiae is een vliesvleugelig insect uit de familie Trichogrammatidae. De wetenschappelijke naam is voor het eerst geldig gepubliceerd in 1987 door Kostadinov.